# ماركو ديفيتش
ماركو ديفيتش (بالأوكرانية: Марко Девич) (مواليد 27 أكتوبر 1983 في بلغراد، جمهورية يوغسلافيا الاشتراكية الاتحادية) لاعب كرة قدم أوكراني ذو أصول صربية يجيد اللعب في مركز الجناح ويلعب حاليا في نادي شاختار دونيتسك الأوكراني منذ 2012.

## روابط خارجية
- ماركو ديفيتش على موقع الاتحاد الدولي (مؤرشف)  (الإنجليزية)
- ماركو ديفيتش على موقع الاتحاد الأوربي (الإنجليزية)
- ماركو ديفيتش على موقع اتحاد أوكرانيا (الإنجليزية)
- ماركو ديفيتش على موقع قاعدة بيانات كرة القدم.إي يو (الإنجليزية)
- ماركو ديفيتش على موقع ناشيونال فوتبول تيمز (الإنجليزية)
- ماركو ديفيتش على موقع Soccerway.com (الإنجليزية)
- ماركو ديفيتش على موقع عالم كرة القدم.نت (الإنجليزية)
- ماركو ديفيتش على موقع AS.com (الإسبانية)